# Роландо Кристофанели
Роландо Кристофанели (на италиански: Rolando Cristofanelli) е италиански публицист, литературен критик, виден изкуствовед за епохата на Ренесанса, писател, автор на произведения в жанра биографичен роман.

## Биография и творчество
Роландо Кристофанели е роден в Ливорно, Италия през 1916 г.

## Произведения
- Due storie di Donne (1959)
- L'Intrusa (1962)
- Diario di Michelangelo il pazzo (1968)
Дневник на Микеланджело-Лудия, изд.: „Български художник“, София (1990), прев. Светослав Стайков
- Il ragazzo Raffaello (1971)
- Luce e tenebre. Vita di Caravaggio (1976)